# Spasitelji u Australiji
Spasitelji u Australiji (engleski: The Rescuers Down Under) je američki animirani film iz 1990. godine. To je 29. animirani film iz produkcije Disneyjevog studija. Film je nastavak filma Spasitelji iz 1977. godine.

## Uloge
- Bob Newhart kao Bernard
- Eva Gabor kao Miss Bianca
- John Candy kao Wilbur
- Adam Ryen kao Cody
- Frank Welker kao Marahute
- George C. Scott kao Percival C. McLeach
- Frank Welker kao Joanna
- Tristan Rogers kao Jake
- Peter Firth kao Red
- Wayne Robson kao Frank
- Douglas Seale kao Krebbs
- Carla Meyer kao Faloo
- Bernard Fox kao Chairmouse/Doctor Mouse
- Russi Taylor kao Nurse Mouse

## Vanjske poveznice
- Spasitelji u Australij u internetskoj bazi filmova IMDb-a